# Acura RDX
Acura RDX — компактный кроссовер Acura, занимает положение в модельном ряду компании ниже Acura MDX, будучи меньше и дешевле его.
Несмотря на размеры транспортного средства, схожими с Honda CR-V, на RDX используется уникальная платформа, разработанная специально под полноприводную систему автомобиля.

## Первое поколение
Первоначально автомобиль был представлен как Acura RD-X - концепт-кар; дебют RDX произошёл в 2006 году на Автосалоне в Нью-Йорке, автомобиль поступил в продажу 11 августа 2006 года. Обновлённая модель 2010 года поступила в продажу в августе 2009 года, приняв новый дизайн Acura. Также стал доступен привод на передние колёса.

### Двигатель
RDX оснащён одним из немногих турбированных бензиновых двигателей — 2,3-литровая рядная четвёрка K23A1 с двойным балансировочным валом. Автомобиль также является одним из первых внедорожников класса люкс с четырёхцилиндровым двигателем. Турбокомпрессор с изменяемым потоком от Honda сокращает турболаг с помощью клапана для уменьшения выхлопного прохода на низких оборотах, что повышает скорость потока выхлопных газов и заставляет турбину вращаться быстрее. На более высоких оборотах, клапан открывается, чтобы выхлопные газы выходили быстрее, для увеличения наддува. Интеркулер, охлаждающий воздух, подаваемый турбиной, лежит горизонтально на двигателе, аналогично многим моделям Subaru.

### Трансмиссия
Acura RDX поставляется с пятиступенчатой автоматической трансмиссией с секвентальной коробкой передач SportShift Acura, управляемой с помощью лепестков,  установленных на рулевом колесе.
Существует два режима КПП - Drive (D) и Sport (S). При наборе скорости в режиме D коробка передач стремится как можно быстрее достичь высшей ступени, из соображений экономичности, задействуются все пять ступеней. В режиме S используются передачи с первой по четвёртую, кроме того, переключения производятся на более высоких оборотах.
Управление КПП при помощи подрулевых лепестков позволяет как начать резкое ускорение, понизив передачу, так и осуществлять торможение двигателем. При активизации лепестков на панели загорается цифра, соответствующая текущей передаче.
При этом, если селектор находится в положении D, то КПП помогает избежать ошибок переключения: автоматически понижает передачу при достижении 1500 об/мин или повышает при достижении максимальных оборотов двигателя (6500 об/мин). Если не трогать лепестки в течение 15 секунд, КПП переходит обратно в автоматический режим.
Если селектор КПП находится в положении S, то коробка передач переходит в "честный ручной" режим и не допускает автоматических переключений вверх. Кроме того, обратный переход в автоматический режим не производится.
RDX также имеет систему полного привода Super Handling All-Wheel Drive (SH-AWD), впервые появившуюся на флагманском седане RL. Система может варьировать распределение крутящего момента на переднюю/заднюю ось (в отношении от 90/10 до 30/70), в зависимости от того, ускоряется-ли автомобиль, плавно двигается, восходит на холм, двигается по кривой вверх/вниз, или встречает плохие дорожные условия. При движении по кривой, управление магнитными муфтами в заднем дифференциале производится независимо, что позволяет передавать до 100% крутящего момента на отдельное заднее колесо. Данное решение в значительной мере уменьшает недостаточную поворачиваемость автомобиля.

### Интерьер
RDX имеет пять мест и поставляется с кожаными креслами, люком, автоматическим климат-контролем, а также содержит другие функции. 7-спикерная аудиосистема имеет 6-CD-чейнджереров, которые способны воспроизводить стандартные аудио-компакт-диски и Data-CD, проигрывающий MP3 или WMA файлы; кроме того воспроизводит DVD-диски. Звуковая система RDX также включает в себя радио XM Satellite Radio с бесплатной 3-х месячной подпиской.
Более богатый интерьер, который был ещё в седане RL, предлагается в дополнительном пакете опций «Technology Package». Этот пакет включает в себя последнюю версию навигационной системы Acura, камеру заднего вида, мониторинг трафика в режиме реального времени XM Nav-Traffic, а также систему обзора ресторанов и услуг Zagat. Пакет также включает 10-спикеровую аудиосистему Acura/ELS с объёмным звуком DTS и Dolby Pro Logic II. Аудиосистема воспроизводит DVD-Audio диски. Обе стереосистемы поставляются с дополнительным разъёмом 1/8", который может быть использован для подключения внешних источников, таких как плеер. Также, в 2007 году Acura предложили IPod-адаптер для RDX, который подключался в перчаточном ящике, что также позволило управлять IPod с помощью звукового интерфейса системы RDX. Благодаря аппаратной несовместимости Honda/Acura IPod musiclink она было убрана в 2008 модельном году. Предыдущие (2011 года) модели были в стандартной комплектации с подключением USB, взаимодействовавшим с плеерами Apple Inc.® IPod® и другими массовыми USB устройствами хранения данных, такими как флэш-накопители, которые содержат MP3, AAC или WMA6-файлы.
Почти все операции системы звука ELS могут быть активированы с помощью голосовой команды, так же как большинство операций для навигации и системы климат-контроля. Кроме того, автомобиль взаимодействует с большинством Bluetooth-оборудованными мобильными телефонами. Водитель может звонить и принимать звонки через словесные команды. Во время разговора, звуковая система отключается, и звук идёт через динамики, в то время как сигнал абонента и информация выводится на приборную панель.
Задняя дверь открывает почти на 2 метра пространства по высоте, задние спинки складываются в положениях 60/40, образуя плоскую область для грузов. Салон включает в себя несколько мест для ёмкостей, например на центральной консоли, ёмкость которой может вмещать стандартный ноутбук. Грузовой отсек является небольшим по размерам по сравнению с большинством конкурентов и не имеет регулируемых релингов и задней полки.
В 2013 году RDX был назван автомобилем с самым лучшим интерьером по мнению организации WardsAuto. Кроме того, пластик в салоне автомобиля был признан одним из наименее токсичных.

### Безопасность
Acura RDX является вторым автомобилем Acura с функцией Advanced Compatibility Engineering (ACE) — конструкция кузова, которая предназначена для поглощения энергии при столкновении. RDX поставляется с шестью подушками безопасности, включая двойные передние подушки безопасности, передние боковые подушки безопасности и двойные боковые шторки безопасности. На фронтальных подушках используется двойной порог - двухступенчатая технология, которая может регулировать время и скорость каждой из подушек безопасности в зависимости от степени воздействия и водителя или по месту использования ремня переднего пассажира. Если датчики считают переднего пассажира слишком ма́лым (менее 29 кг), передняя подушка безопасности не развёртывается. Боковая подушка безопасности переднего пассажира также отключается, если ребёнок или небольшой по размерам взрослый находятся на пути развёртывания подушки. В случае достаточно сильного бокового удара или опрокидывания, боковые шторки безопасности развёртываются сверху дверной рамы на поражённой стороне и покрывают как передних, так и задних пассажиров с этой же стороны, и остаются надутыми дольше, чем если бы было столкновение.
Передние сиденья имеют активные подголовники, ремни безопасности оснащены преднатяжителями и ограничителями силы. По состоянию на ноябрь 2006 года RDX был крэш-тестирован Национальным управлением безопасностью движения на трассах США, получил честные "5 звёзд" рейтинга для водителя и пассажира при лобовом столкновении, а также при воздействии на переднюю и заднюю стороны, наряду с "4 звёздами" при опрокидывании.

## Второе поколение
Второе поколение RDX было представлено 9 января 2012 года на Североамериканском международном автосалоне. Продажи в США начались в апреле того же года.
На Acura RDX устанавливается 3.5-литровый бензиновый двигатель V6 мощностью 273 л. с. с системой переменного управления цилиндрами (VCM), который работает в паре с 6-ступенчатой автоматической трансмиссией. Ходовая часть Acura RDX включает переднюю подвеску McPherson, заднюю многорычажную, дисковые вентилируемые тормоза спереди, дисковые сзади. Компактный кроссовер оснащается системой полного привода с интеллектуальным управлением — AWD — распределяющей крутящий момент между осями в зависимости от состояния дорожного покрытия. RDX также является первой моделью Acura в которой использованы амплитудно-реактивные амортизаторы (Amplitude Reactive Dampers). Они обеспечивают дополнительный комфорт при движении, а также не допускают раскачки кузова в поворотах и при преодоление больших неровностей.
С апреля 2014 года Acura RDX официально представлен на российском рынке.

## Продажи вСША
| Календарный год | Общие продажи |
| --------------- | ------------- |
| 2006            | 9,164         |
| 2007            | 23,356        |
| 2008            | 15,845        |
| 2009            | 10,153        |
| 2010            | 14,975        |
| 2011            | 15,196        |
| 2012            | 29,520        |

## Третье поколение
Новое поколение дебютировало в 2019 году на Североамериканском международном автосалоне от прототипа машины Acura RDX 2019 года. Машина получила новый дизайн и современные технологии, а также новая версия двигателей. О двигателе ничего не известно.

## Комплектации(Третье поколение)
_
2.0 АТ 272 л.с; автомат
2.0 АТ 272 л.с.4х4; автомат